# Monochrome Factor
Monochrome Factor (モノクロームファクター Monokurōmu Fakutā?,  lit. Factor monocromo) es una serie de manga escrita e ilustrada por Kairi Sorano. Fue inicialmente serializada en la revista Comic Blade Masamune de la editorial Mag Garden en mayo de 2004. Sin embargo, cuando la revista dejó de publicarse, el manga fue entonces serializado en la revista Monthly Comic Avarus, en septiembre de 2007. Ha sido licenciada para su distribución en Estados Unidos por Tokyopop; el último volumen fue publicado el 2 de diciembre de 2008. Una adaptación a serie de anime producida por Genco y animada por el estudio A.C.G.T fue estrenada en Japón desde el 7 de abril hasta el 29 de septiembre de 2008 por TV Tokyo. También ha sido transmitida por AT-X y TV Osaka.

## Argumento
Akira Nikaidō es un estudiante de secundaria que se la pasa metiéndose en problemas y a quien le aburre enormemente la escuela, razón por la cual prefiere saltarse sus clases. Un día, su camino se cruza con el del misterioso Shirogane, un joven hombre de cabello blanco quien le dice que ambos comparten un mismo destino. Sin embargo, Akira se niega a creerle y decide ignorarlo. Esa misma noche, Akira y su amigo Kengo acompañan a su compañera Aya a la escuela debido a que olvidó algo, solo para terminar siendo atacados por seres fantasmales. Allí, Akira se reencuentra con Shirogane, quien le rescata y protege. Shirogane posteriormente le informa que el equilibrio entre el mundo humano y el mundo de las sombras ha sido distorsionado y que por ende Akira debe convertirse en un "shin" —una criatura del mundo de las sombras— para ayudar a restablecer el equilibrio. Después de esto, Shirogane le hace saber a Akira que ha perdido su doppelganger (sombra) mientras huía de las criaturas y le pide que haga un pacto con él para convertirse en un shin, de esa manera podrá recuperar su sombra y peleará a su lado.

## Personajes
Akira Nikaidō (二海堂 昶 Nikaidō Akira?)
Voz por: Daisuke Ono
Es el protagonista principal de la historia. Akira es un adolescente de dieciséis años de edad, quien cursa su segundo año de secundaria. Es un joven fuerte e impaciente que a menudo se salta sus clases alegando que la escuela es aburrida, aunque aun así se encuentra entre los cinco primeros puestos del ranking del instituto. Para que Akira permanezca en su forma humana, en el manga depende enteramente de Shirogane para que sea su sombra, mientras que en el anime eventualmente usa un "doppler", el cual debe pisar para activarlo. Cuando aciva el doppler su cabello se torna negro, su ropa cambia a un elaborado traje de color negro y rojo, y sus ojos también se tiñen de rojo. En su forma de Shin, al comienzo utiliza un par de dagas gemelas para luchar, pero más adelante en la serie estas evolucionan a un conjunto más complejo y más grande de cuchillas.
Akira no es solo un Shin, sino que también es un Rei al ser descendiente directo del linaje real de la luz. Esto le hace sucesor del rey del mundo de la luz, Ryūko, siendo también su reencarnación. Sin embargo, esa faceta de Akira aún no ha despertado y por ende es incapaz de recordar su vida cuando era rey, a pesar de que ha despertado una vez antes durante su enfrentamiento con Kengo y Kou. Debido a que Ryūko no había recuperado completamente sus fuerzas, no pudo permanecer de esa forma por mucho tiempo y volvió a su forma original de Akira, quien se desplomó por agotamiento. Los recuerdos de Akira sobre ese acontecimiento fueron borrados por Kou junto con los de Kengo, debido a que este sintió que el incidente era demasiado para ambos. Aun así, Akira fue capaz de recordarlo.
Shirogane (白银?)
Voz por: Jun'ichi Suwabe
Con su abrigo negro, sombrero de copa y largo cabello plateado, Shirogane es un misterioso hombre que aparece ante Akira y lo implica en la lucha entre el mundo humano y el mundo de las sombras. Lleva siempre un bastón consigo, que, al parecer contiene una gran energía espiritual que le permite luchar contra los Kokuchi. Su habitual calma y cara sonriente ocultan su verdadera personalidad, mucho más fría y agresiva, que toma lugar en las situaciones de tensión y peligro extremo. Shirogane desciende del linaje real del mundo de las sombras, pero fue exiliado de este por Homurabi. En el anime, tiene un aparente interés romántico en Akira. Esto fue utilizado para atraer a una mayor audiencia femenina, pero es inexistente en el manga, donde su interés romántico es Ryūko.
Kengo Asamura (浅村 贤吾 Asamura Kengo?)
Voz por: Hiroshi Kamiya
Es el compañero de clase de Aya y Akira, de quien es amigo inseparable. Tiene una personalidad muy alegre casi rozando lo infantil, y a pesar del trato distante que a veces recibe de Akira, ambos comparten una profunda amistad desde hace más de diez años. Sus habilidades latentes se activaron gracias al deseo de salvar a su hermana mayor, y por lo general lucha sin armas, principalmente con sus puños al ser una persona muy fuerte. En el manga, se revela que es un factor de oscuridad, lo que le concede una mayor tolerancia a los efectos de estar en el mundo de las sombras. Sin embargo, termina perdiendo la cabeza al absorber demasiada oscuridad, lo que le causa ataques de violencia en los que comienza a atacar a cualquiera que este cerca, ya sea amigo o enemigo. En los momentos de tensión, puede mostrar una mayor fuerza física y la capacidad de convocar Kokuchis. Kou había sellado esta parte de él (con sellos tan fuertes que incluso Shirogane no pudo detectarlos cuando se reunieron por primera vez), pero el sello fue roto cuando Homurabi se encuentra con Kengo en el capítulo 12.
Aya Suzuno (铃野 绫 Suzuno Aya?)
Voz por: Masumi Asano
Es una amiga y compañera de clase de Akira y Kengo. Es miembro del consejo estudiantil y tiene un fuerte sentido de la justicia, aunque suele ser muy violenta y estricta con todo el mundo, especialmente con Akira y Kengo por saltearse sus clases. Tanto es así, que fue apodada la "estudiante demonio" por los otros estudiantes de la escuela. Aya es muy directa en cuanto a las palabras se trata y es experta en el arte del kendō. Como tal, utiliza esta técnica para luchar junto a Akira y vencer a los kokuchi. 
Haruka Kujō (九条 悠 Kujō Haruka?)
Voz por: Mitsuki Saiga
Es un niño adinerado de once años de edad, graduado de una universidad en Estados Unidos, quien se hace amigo de Akira y Kengo. Haruka es el sucesor de la familia Kujō, conocida por sus experimentos demoníacos utilizando técnicas tradicionales del yin y yang. Sus padres, su hermano mayor y su abuelo murieron en un incendio cuando él tenía apenas tres años. Bajo la excusa de expiar los pecados de sus antepasados, Haruka se ofrece voluntario para luchar junto a Akira, a pesar de no ser tan fuerte físicamente, aunque si muy inteligente. Haruka fue creado específicamente para el anime y no aparece en el manga original. A medida que avanza la historia, manipula y hace creer a todos que es su abuelo quien controla a Lulu y Nanaya, cuando en realidad era él mismo. También acusa a Shirogane de ser un traidor que trabaja para las sombras, diciendo que había un espía en el grupo (cuando en realidad se refería a sí mismo). 
Shūichi Wagatsuma (マスター/我妻秋一 Wagatsuma Shūichi?)
Voz por: Wataru Hatano
Conocido por todos como "Master", es un conocido de Shirogane y propietario de un bar llamado 'Bar Still', en el cual se reúnen continuamente Akira y los demás. A pesar de ser ciego, su Reiken le permite percibir a los espíritus, tanto del mundo de las sombras como de la luz. También tiene habilidades curativas, aunque un poco dolorosas. En el manga, se revela que en realidad es otro de los reyes del mundo de la luz, Shisui, que pasaron a la clandestinidad.
Mayu Asamura (浅村麻结 Asamura Mayu?)
Voz por: Ami Koshimizu
Es la hermana mayor de Kengo, quien está obsesionada con los chicos apuestos. En una ocasión fue poseída por un kokuchi, pero fue salvada por Kengo y Akira. Más tarde, aprende a exorcizar los espíritus malignos gracias a Master. Un tema común en la serie es su obsesión en encontrar y prácticamente acosar a individuos atractivos cuando está ebria, incluyendo al propio Akira y Master.     
Kō (洸?)
Voz por: Katsuyuki Konishi
Es un "hijo" de Ryūko, creado bajo una "tecnica prohibida" (solo revelado en el manga), y amigo de Akira y Kengo desde que este los ayudase es una ocasión hace varios años atrás. Se muestra con una personalidad muy alegre y pervertida, aunque esconde una profunda culpa por haber huido de la guerra y haber abandonado a Ryūko. Esto también es la causa de su deseo de proteger a Akira a toda costa, incluso si hacerlo significa perder su vida. En el manga, muestra que puede convertirse en una especie de bestia y tiene la habilidad de drenar la oscuridad del cuerpo de alguien.
Lulu (ルル Ruru?)
Voz por: Yukari Tamura
Una joven de cabello rosado que siempre viste a la moda de gothic lolita. Es una subordinada de Nanaya (solo en el anime) y parece conocer a Shirogane desde hace mucho tiempo. Se muestra muy cariñosa con Akira, pero expresa aversión hacia Aya. Usa un látigo como arma y tiene la capacidad de absorber la fuerza de las personas. En el manga, se descubre que es uno de los cinco niños de Homurabi, aunque luego escapa y se une al grupo de Akira después de haber sido derrotada por Aya, puesto que temía de ser asesinada si regresaba con los suyos.
Nanaya (七夜?)
Voz por: Hiroyuki Yoshino
Un misterioso individuo de cabello azul que lleva un parche en el ojo. Es inicialmente uno de principales antagonistas, capaz de controlar a los Kokuchi con el fin de poseer a las personas, pero más tarde reveló que trabajaba para el rey del mundo de las sombras. En el manga, es asesinado por Homurabi, mientras en el anime lo es por Haruka. En el manga se menciona además que es uno de los cinco niños de Homurabi.
Ryūko (刘黒?)
Antiguo rey del mundo de la luz. Fue asesinado por Sawaki bajo las órdenes de Homurabi, pero sus recuerdos reencarnaron mucho tiempo después en Akira. A pesar de que todavía no ha despertado (debido a que sus recuerdos siguen sellados dentro de Akira), logra despertar por un momento cuando Akira, Kengo y Kou se reunieron por primera vez. No ha logrado recuperar toda su fuerza aunque aun así derrotó a Kengo con relativa facilidad. Antes de volver, le dijo a Kou que nunca pensó en él como un traidor y que protegiera a Akira si aún sentía algo de culpa.
Homurabi (焔绯?)
Voz por: Ryōtarō Okiayu
Junto con Shirogane, fue un antiguo rey del mundo de las sombras, pero para convertirse en su único dictador exilió a Shirogane. Homurabi conduce un grupo de delincuentes conocido como los "niños Homurabi", a los que llama sus hijos. Tiene un carácter despiadado y sádico con una personalidad fría. Fue el responsable del asesinato de Ryūko.
Hiryū (冰浏?)
Otra de los niños Homurabi, quien tiene el poder de manipular el hielo. Aparece solo en el manga. Fue creada originalmente por Ryūko y acogió parte de él.
Sawaki (泽木?)
Otro de los cinco niños de Homurabi, asesinó a Ryūko bajo las órdenes de Homirabi. Conoció a Kengo cuando este y Akira eran más jóvenes, puesto que este le mostró un recorrido por su escuela. También aparece como aquel que salvo a Kengo de la oscuridad. 
Shiki (志纪?)
Un niño que es capaz de manipular una sustancia apodada como "la sustancia sombra". Es uno de los cinco niños Homurabi. Su verdadera forma es un adulto con ropa victoriana, mientras que su arma cambia de una paleta de ping-pong a un arco.

## Media

### Manga
Monochrome Factor, escrito e ilustrado por Kaili Sorano, comenzó a serializarse en la revista mensual Comic Blade Masamune en mayo de 2004. Sin embargo, cuando la revista dejó de publicarse el 15 de junio de 2007, el manga comenzó una nueva serialización en la revista Comic Blade Avarus, en septiembre de ese mismo año. El manga cuenta con un total de once volúmenes, finalizando su publicación el 15 de junio de 2011.
El manga ha sido licenciado para su distribución en Estados Unidos por Tokyopop. El primer volumen fue publicado el 2 de enero de 2008, mientras que el cuarto y último volumen el 2 de diciembre de 2008.

### Anime
Una adaptación a serie de anime fue estrenada en la cadena televisiva japonesa TV Tokyo el 7 de abril de 2008 y cuenta con un total de 24 episodios, el último de los cuales se transmitió el 29 de septiembre de 2008. A pesar ser emitida principalmente por TV de Tokio, la serie también fue presentada en otras redes como AT-X y TV Osaka en los mismos días de la emisión original. Shochiku lanzó una recopilación de ocho DVDs de la serie, cada uno de los cuales contienen tres episodios. El primer volumen fue lanzando el 8 de agosto de 2008, mientras que el último el 13 de marzo de 2009.

#### Lista de episodios
| Número | Título                                                                                      | Estreno                  |
| ------ | ------------------------------------------------------------------------------------------- | ------------------------ |
| 1      | «Sombra plateada» «Giniro no Kage» (銀色の影)                                               | 7 de abril de 2008       |
| 2      | «La cicatriz de una sombra» «Kizuato no Kage» (傷痕の影)                                    | 14 de abril de 2008      |
| 3      | «La sombra invasora» «Shinshoku Suru Kage» (侵食する影)                                     | 21 de abril de 2008      |
| 4      | «La sombra de una hoja» «Tsurugi no Kage» (剣の影)                                          | 28 de abril de 2008      |
| 5      | «La espalda de la sombra» «Senaka no Kage» (背中の影)                                       | 12 de mayo de 2008       |
| 6      | «La sombra de la rosa» «Bara no Kage» (薔薇の影)                                            | 19 de mayo de 2008       |
| 7      | «La belleza de la sombra» «Bishin no Kage» (美神の影)                                       | 26 de mayo de 2008       |
| 8      | «La sombra de Shakespeare» «Saō no Kage» (沙翁(さおう)の影)                                 | 2 de junio de 2008       |
| 9      | «La sombra del palacio de la risa olvidada» «Shōbōtei no Kage» (笑忘亭(しょうぼうてい)の影) | 9 de junio de 2008       |
| 10     | «La ilusión de la sombra» «Kyozō no Kage» (虚像の影)                                        | 16 de junio de 2008      |
| 11     | «Sombra impaciente» «Shōsō Suru Kage» (焦燥する影)                                          | 23 de junio de 2016      |
| 12     | «Sombra aniquiladora» «Shōmetsu Suru Kage» (消滅する影)                                     | 30 de junio de 2008      |
| 13     | «La sombra de la gente de la luz» «Hikaribito no Kage» (光人の影)                           | 7 de julio de 2008       |
| 14     | «Sombra peligrosa» «Kiken na Kage» (危険な影)                                               | 14 de julio de 2008      |
| 15     | «Sombra sanadora» «Jinjutsu no Kage» (仁術の影)                                             | 28 de julio de 2008      |
| 16     | «Retrato de una sombra» «Shōzō no Kage» (肖像の影)                                          | 4 de agosto de 2008      |
| 17     | «La sombra de W» «W no Kage» (W の影)                                                       | 11 de agosto de 2008     |
| 18     | «La cita de la sombra» «Ōse no Kage» (逢瀬 の影)                                            | 18 de agosto de 2008     |
| 19     | «El paraíso de la sombra» «Rakuen no Kage» (楽園の影)                                       | 25 de agosto de 2008     |
| 20     | «La dedicación de la sombra» «Kenshin no Kage» (献身の影)                                   | 1 de septiembre de 2008  |
| 21     | «La sombra del caballo blanco» «Hakuba no Kage» (白馬の影)                                  | 8 de septiembre de 2008  |
| 22     | «La sombra traicionera» «Haishin no Kage» (背信の影)                                        | 15 de septiembre de 2008 |
| 23     | «La sombra de la verdad» «Shinsō no Kage» (真相の影)                                        | 22 de septiembre de 2008 |
| 24     | «La sombra del rey» «Ō no Kage» (王の影)                                                    | 29 de septiembre de 2008 |

### Música
Se utilizaron tres temas para la realización de la serie. El tema de apertura es "Metamorphose", interpretado por la banda Asriel y escrito por Kokomi. Los temas de cierra son Awake: My Everything (AWAKE 〜僕のすべて〜 Awake ~boku no subete~?) por Daisuke Ono y Hiroshi Kamiya, y Kakusei: Dark and Light (Kakusei 〜Dark and Light〜?) por Jun'ichi Suwabe y Katsuyuki Konishi. Ambos temas fueron escritos por Yumi Matsuzawa e interpretados por los actores de voz de la serie. Asriel lanzó un sencillo para "Metamorphose" el 23 de abril de 2008. Los sencillos de Awake ~my everything~ y Kakusei ~Dark and Light~ fueron lanzados el 28 de mayo y el 27 de agosto de 2008, respectivamente.

### Videojuegos
Un videojuego de Monochrome Factor para PS2 fue lanzado el 27 de noviembre de 2008, titulado Monochrome Factor Cross Road. Es un juego de aventuras que además abarca nuevos personajes.